# Йерихау, Йенс Адольф
Йенс Адольф Йерихау (дат. Jens Adolf Jerichau, род. 7 апреля 1816 г. Ассенс — ум. 25 июля 1883 г. Йегерспис, Фредерикссунн) — датский скульптор.

## Биография

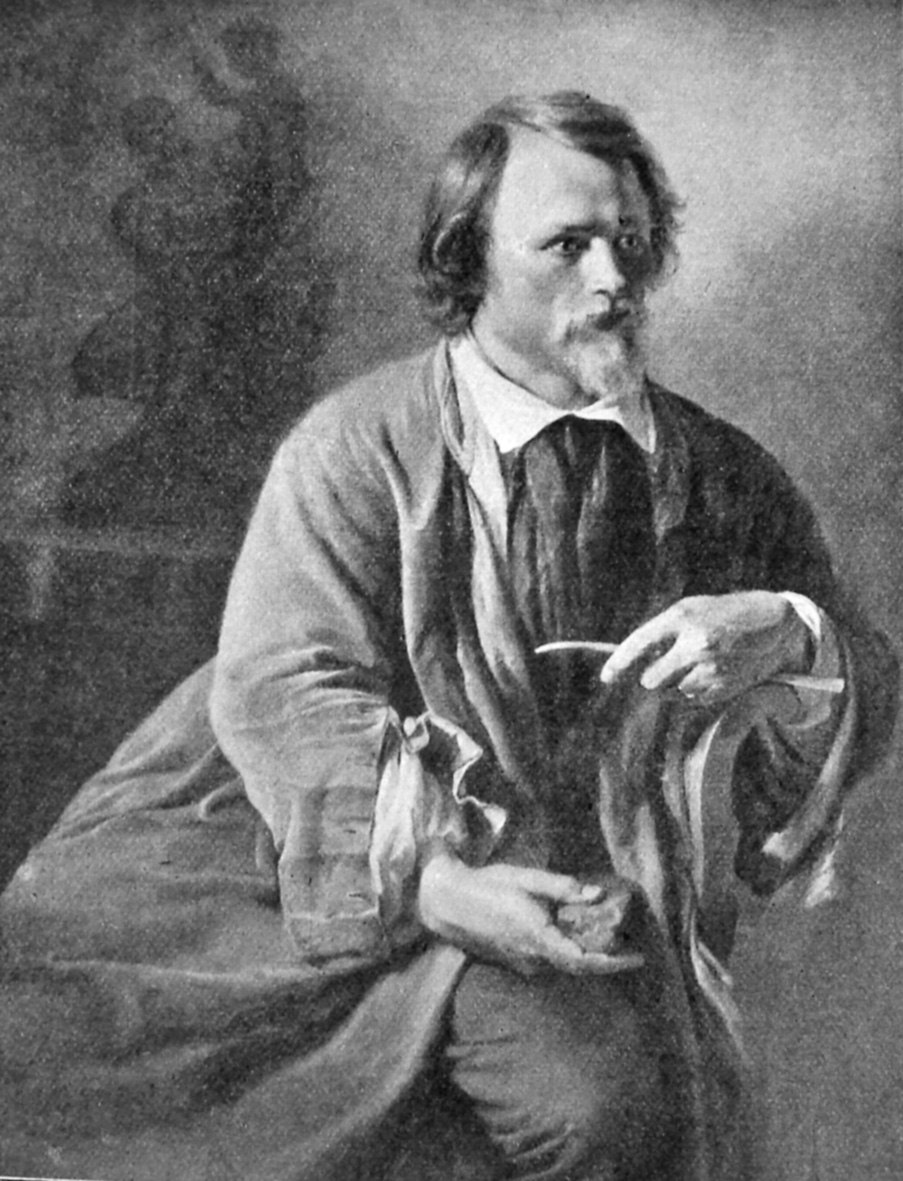
Й. А. Йерихау на портрете, написанном его женой Э. Йерихау-Бауман

Й. Йерихау изучал скульптуру в Королевской Академии в Копенгагене, и с 1839 года — в Риме. Получил известность благодаря скульптурам, созданным им для королевского дворца Кристианборг (рельеф, изображавший свадьбу Александра Великого и Роксаны). Высеченные скульптором из мрамора статуи Геракла и Гебы, Купающихся девочек, Пантеры, нападающей на охотника и другие работы выдержаны в строгих традициях античного искусства. По заказу принцессы Прусской Й. Йерихау изваял в мраморе Воскрешение Христа.
Супруга Й. Йерихау, Элизабет Йерихау-Бауман и их сын Нильс, были художниками.
Среди его известных учеников — Карл Аарслефф.